# انترپرمشتاتن
انترپرمشتاتن (به آلمانی: Unterpremstätten) یک منطقهٔ مسکونی در اتریش است که در گراتس اومگبونگ واقع شده‌است. انترپرمشتاتن ۱۷٫۷۷ کیلومتر مربع مساحت دارد ۳۵۱ متر بالاتر از سطح دریا واقع شده‌است.